# Seznam státních převratů a pokusů o převrat

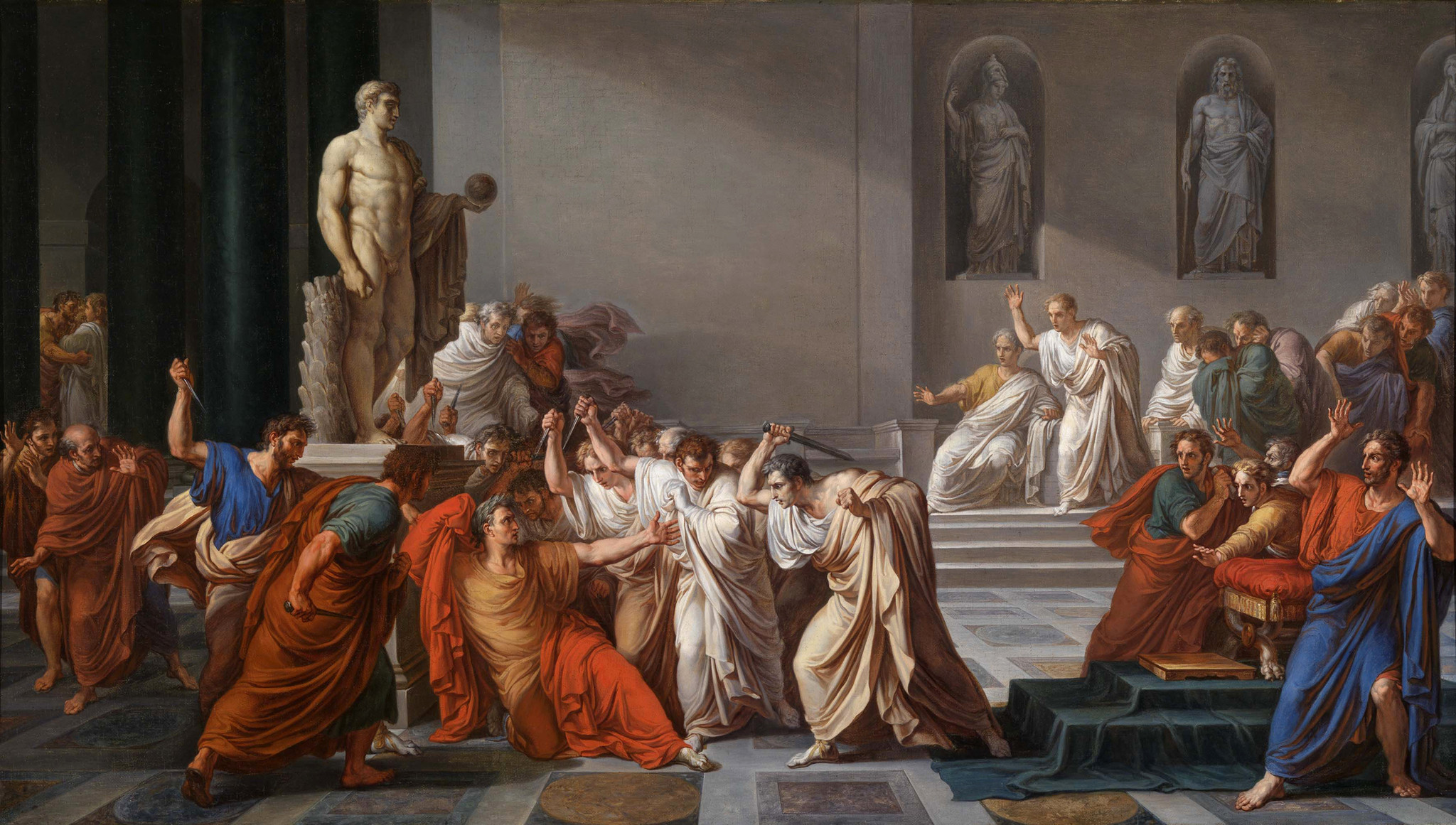
Zavraždění Julia Caesara (44 př. Kr.), malba od Vincenza Camucciniho

Toto je chronologický přehled státních převratů a pokusů o státní převrat od starověku po současnost.

## Období před Kristem
- 876 – vojenský převrat, velitel izraelských vojsk Zimri zabil krále Élu a sám se stal králem, poté však spáchal sebevraždu, aby se vyhnul svržení velitelem svých vojsk Omrim.
- 860 – vévoda Chu z Čchi byl svržen svým nevlastním bratrem Lü Šanem.
- 841 – Jehú zabil krále Jórama a Achazjáše, a stal se králem Izraele.
- 730 – neúspěšný pokus o státní převrat Razína Aram-Damašského a Pekacha Izraelského svrhnout Achaze Judského a Davidovu dynastii a nahradit je Benem Tav'elem.
- 716 – lýdský král Kandaulés byl zavražděn svým osobním strážcem Gýgem, jenž se spojil s Kandaulovou manželkou. Gýgés poté uchvátil trůn.
- 632 – neúspěšný pokus o státní převrat v Athénách Kýlonem, který se pokusil o převzetí moci jako tyrannos.
- 509 – členové dynastie Tarquiniů vedení Luciem Brutem svrhl římského krále Lucia Tarquinia Superba a nastolil Římskou republiku, která trvala do roku 27 př. n. l.[1]
- 411 – puč v Athénách vedený Antifónem nastolil krátkodobou oligarchii známou jako rada čtyř set.
- 404 – puč v Athénách vedený Kritiem nastolil krátkodobou prospartskou oligarchii známou jako třicet tyranů.
- 185 – převrat v Maurjovské říši zaujímající velkou část území současné Indie. Převrat vedl maurjovský generál Pušjamitra Šunga.
- 87 – během Sullovy občanské války obsadil Lucius Cornelius Sulla Řím a svrhl Gaia Maria.
- 82 – během druhé občanské války Sulla podruhé obsadil Řím, sesadil Gaia Maria mladšího a sám se prohlásil římským diktátorem.[2]
- 49 – Julius Caesar překročil řeku Rubikon v čele části Římské armády a inicioval pochod na Řím. Po získání nadvlády byl provolán "diktátorem na věky".
- 44 – O březnových idách byl zavražděn Julius Caesar členy římského senátu. Spiklencům se však nepodařilo získat moc nad republikou, iniciativa přešla do rukou druhého triumvirátu Caesarových přívrženců.[3]

## První tisíciletí našeho letopočtu

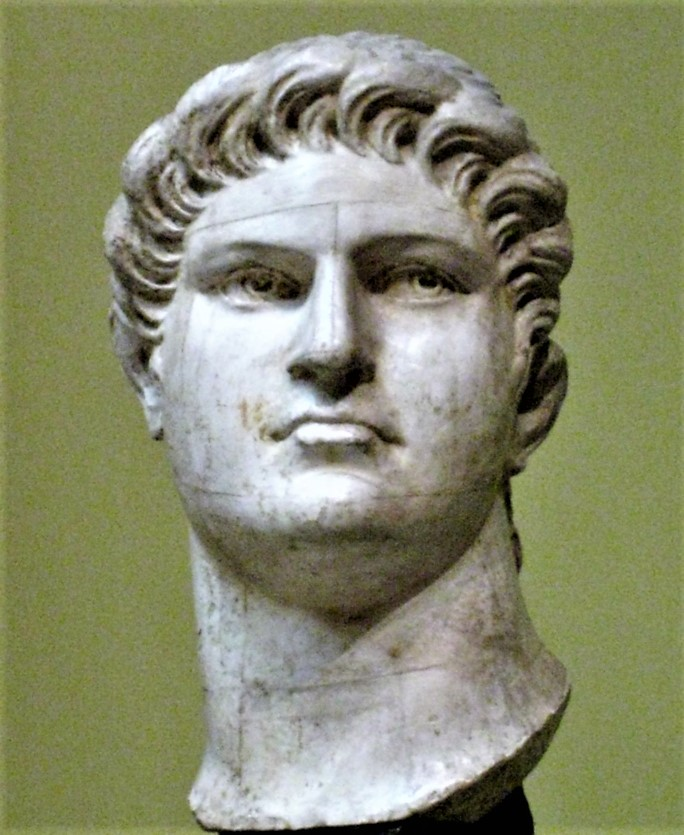
Nero byl cílem mnoha spiknutí. Na snímku je sádrová busta v Puškinově muzeu v Moskvě

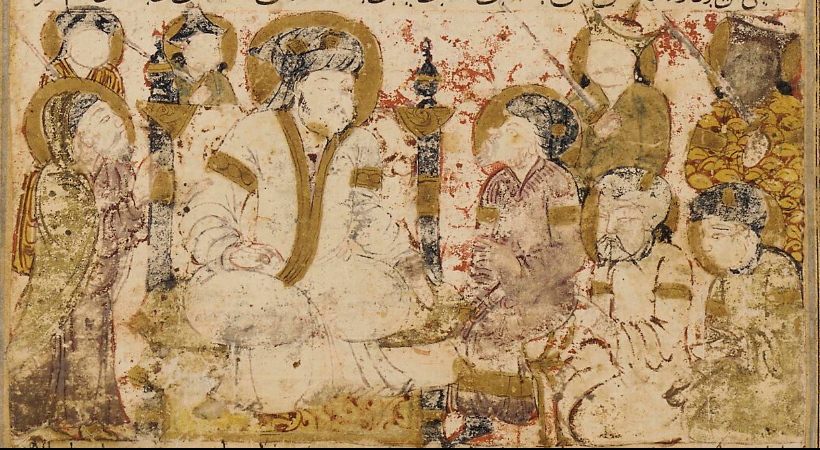
As-Saffá je provolán chalífou

- 31: Seianus zabit poté, co bylo odhaleno spiknutí proti císaři Tiberiovi, které ho mělo dosadit na trůn.
- 41: římský císař Caligula byl zavražděn svou vlastní tělesnou stráží kvůli své výbušné povaze.
- 65: Pisonovo spiknutí proti císaři Neronovi.
- 69: Po smrti římského císaře Nerona, několik spiknutí vyústilo v rok čtyř císařů.
- 189: Deset eunuchů z pozdější dynastie Chan bylo zabito vojáky vedenými Juan Šaoem, Juan Šuem a Chao Chaonem. Dun Džhuo se ujal vlády silou.
- 249: Incident u Gaopingu, při němž byl zadržen a popraven Chao Šuang členy dynastie Sima (Sima Yi, Sima Žao, Sima Ši).
- 498: Ōomi Heguri no Matori si uzurpoval vládu v Jamato po smrti Ókimiho (Velkého vůdce), později znám jako císař Ninken. Matori byl zavražděn Otomo no Kanamurou. O sto let později byl titul Ōkimi po jeho smrti přenesen na císařský titul.
- 602: Maurikios, císař Byzantské říše, byl sesazen spiknutím balkánského vojska vedeného thráckým mladším důstojníkem Flaviem Fokou, spolu se sedmi Maurikiovými syny. Většina z promaurikiových důstojníků a generálů byla popravena spolu s ním (vyjma Prisca a Philippika), a Fokas byl prohlášen císařem v chrámu sv. Jana Křtitele.
- 610: Fokas, jenž osm let předtím sesadil Maurikia, byl sám sesazen spiknutím vedeným generály Priscem, jeho zetěm a Herakleiem, kartaginským exarchou. Exarchův syn, Herakleios mladší, svrhl Fokase za pomoci svého bratrance Niketa.
- 626: Během incident u Xuanwunských bran 2. července, princ Li Shimin a jeho blízcí důvěrníci zabili korunního prince Li Žian-čenga a prince Li Juan-čchiho a poté zcela převzali vládu nad Tchangy od císaře Kao-cua.[4]
- 642: Jeon Gaesomun z Kogurjo vedl vojenský převrat, při kterém byl zabit král Jeongju a na trůn dosazen král Požang ovládaný vojenskou mocí.
- 680: Vizigótský král Vamba byl omámen, tonsurován a oděn do mnišského roucha, aby byl považován za vysvěceného a nemohl tak panovat.
- 751: Abbásovská revoluce - Abú Muslim al-Churásání dobyl Damašek a zmasakroval panující umájjovskou dynastii, a poté se Abú as-Saffá stal prvním vládcem Abbásovského chalífátu.
- 839: Čang Bogo ze Silly svrhl krále Minaje a na trůn dosadil krále Sinmua.
- 874: Povstání Chuang Čchaoa oslabilo autoritu tchangské vlády

## Mezi lety 1000–1699

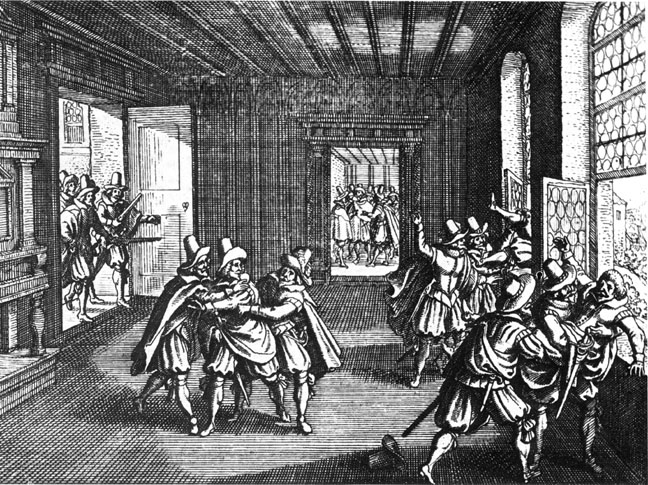
Pražská defenestrace v roce 1618

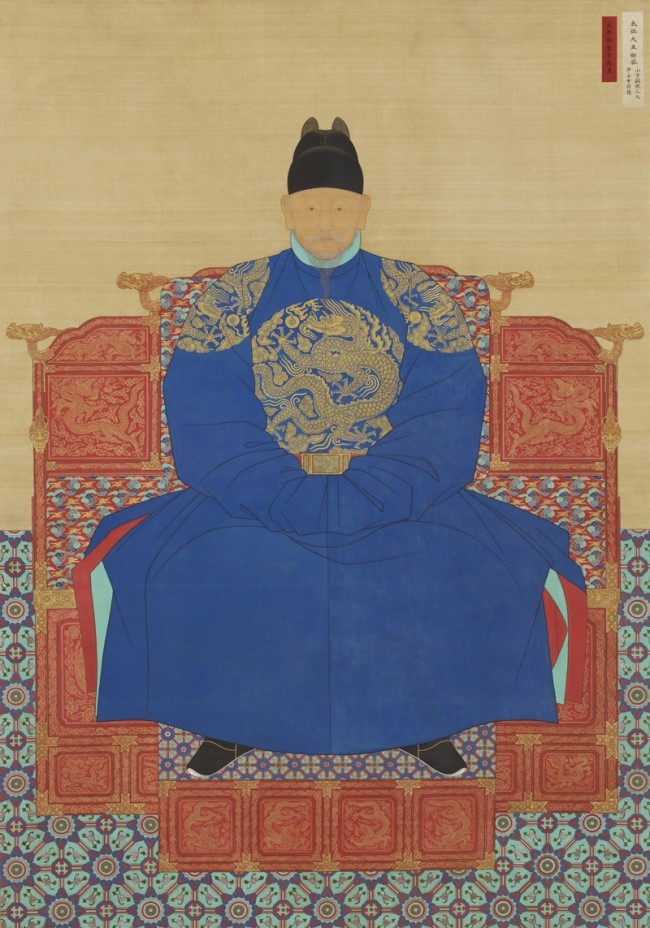
Generál Ji Seong-gye, později korunován Taejo Čosonský

- 1010: generál Gang Žo z Korjo vyvolal převrat, který svrhl krále Mokdžonga.
- 1126: Ji Ja-gyeom z Korjo vykonal neúspěšný pokus o svržení krále Inžonga.
- 1170: Generál Čong Čung-bu z Korjo vedl vojenský převrat, při němž byl sesazen král Yžong a na trůn uveden král Mjongdžong podřízený vojenskému režimu.
- 1197: Čchö Čchung-heon z Korjo vyvolal vojenský převrat, který sesadil a připravil o život vojenského diktátora Ji Ui-mina, a sesadil krále Mjongdžonga.
- 1258: Generál Kim Jun z Korjo svrhl a zabil vojenského diktátora Cho Uia.
- 1284: vládce Ílchanátu Tekuder požádal o pomoc mameluky, byl však svržen Argunem.
- 1327: Izabela Francouzská svrhla svého manžela, krále Eduarda II., a stala se regentkou svého syna, Eduarda III., společně se svým milencem a spoluregentem Rogerem Mortimerem.
- 1330: Eduard III. se ujal královského úřadu a nechal zatknout Izabelu a Rogera Mortimera popravit.
- 1388: Generál Ji Seong-gye z Korjo vedl vojenský převrat, při němž byl sesazen král U, zavražděn generál Čoe Jeong, a nastolen loutkový vládce král Čchang a nakonec král Gongjang. Ji byl později sám korunován, a založil čosonskou dynastii.
- 1398: Kníže Ji Bangwon Čosonský vedl povstání, zavraždil předsedu vlády Žeong Dodžona a další dva hodnostáře.
- 1419: První pražská defenestrace – stoupenci Jana Želivského svrhli z oken Novoměstské radnice radní. Událost znamenala počátek husitských válek
- 1455: Kníže Sujang Čosonský vedl spiknutí, které svrhlo vládu předsedy Huangbo Ina a Kim Džong Seoa, kteří byli během převratu zabiti.
- 1459, Kníže Lê Nghi Dân vedl spiknutí, při kterém byl zabit císař Lê Nhân Tông. Lê Nghi Dân byl později sám korunován císařem.
- 1459, Đỗ Bí a Lê Thụ vedli spiknutí, které svrhlo císaře Lê Nghi Dâna.
- 1483: Druhá pražská defenestrace, při níž byli z oken vyhozeni purkmistr Starého Města pražského a zabito sedm novoměstských konšelů, byla vyústěním napětí mezi katolíky a kališníky.
- 1506: státní převrat v Čosonu svrhl knížete Jonsanguna a na jeho místo usedl král Čungdžong.
- 1567: Protestantští vzbouřenci uvěznili Marii Stuartovnu a přinutili ji podepsat abdikaci z 24. července 1567 ve prospěch infanta Jakuba VI. a jejího nevlastního bratra, Jamese Stewarta, jako regenta.
- 1605: 5. listopadu se skupina místních anglických katolíků vedených Guyem Fawkesem pokusila zabít krále Jakuba I. a mnoho členů protestantské šlechty vyhozením budovy Parlamentu do povětří během zahájení zasedání Parlamentu Spojeného království.[5]
- 1618: Třetí pražská defenestrace, při níž byli několika příslušníky českých stavů vedených Jindřichem Matyášem Thurnem, demonstrativně vyhozeni z oken Pražského hradu královští místodržící Vilém Slavata z Chlumu a Košumberka a Jaroslav Bořita z Martinic a písař Filip Fabricius. Ačkoli při incidentu shodou okolností nikdo nezemřel, tato událost se stala počátkem českého stavovského povstání a následné třicetileté války.
- 1623: státní převrat v Čosonu svrhl knížete Kuangheguna a na trůn dosadil krále Indžoa.
- 1648: Prideova čistka – ti poslanci dolní komory, kteří byli pro zachování politických jednání s Karlem I. byli vyhozeni ze sněmovny. Ostatní souhlasili s tím, aby byl král postaven před soud za údajnou velezradu.
- 1653: 20. dubna Oliver Cromwell se čtyřiceti mušketýry vedenými Charlesem Worsleyem, vnikl do Dolní sněmovny Parlamentu a násilně rozpustil Kusý parlament (Rump Parliament), což vedlo k jeho ovládnutí, nastolení vojenské vlády (protektorátu) a jmenování Cromwella Lordem protektorem.[6]
- 1660: „Smluvní puč“ dánského krále Frederika III. v Kodani vedl k posílení královské moci a nastolení absolutní monarchie v Dánském království.
- 1682: první povstání střeleckých pluků v Moskvě proti regentské vládě Natálie Kirillovny a nastolení Žofie Alexejevny jako regentky za nezletilé careviče Ivana V. a Petra I.
- 1688: „Slavná revoluce“: anglický katolický král Jakub II. byl sesazen protestantskými stoupenci Viléma Oranžského. Oponenti této události vstoupili do dějin jako Jakobité. Někteří událost chápali jako úspěšnou invazi a ovládnutí Anglie Nizozemskou republikou, nicméně Anglie, Skotsko ani Irsko se nestaly součástí Nizozemska ani jeho koloniemi.
- 1689: Bostonské povstání 1689: během akce někdy popisované jako "puč", se puritánské milice, doprovázená bostonskou lůzou, nechala zatknout Sira Edmunda Androse, neoblíbeného guvernéra Nové Anglie.
- 1698: druhé povstání střeleckých pluků proti velení Petra I. bylo poraženo a vůdci povstání popraveni.

## 1700–1799
- 1741: Během palácového převratu z 25. listopadu 1741 byl svržen malý car Ivan Antonovič (Ivan VI.) a jeho rodiče. Na trůn byla dosazena Alžběta Petrovna, dcera Petra I. Šlo o jeden z několika ruských palácových převratů 18. století a je považován za jeden z nejméně krvavých v dějinách Ruska.
- 1756: Švédská královna Luisa Ulrika Pruská se pokusila o upevnění královské moci prostřednictvím spiknutí z roku 1756.
- 1762: spiknutí Kateřiny II., jímž donutila k abdikaci cara Petra III.
- 1769: Ras Michael Sehul svrhl etiopského císaře Joase I. a poté jej zabil jako důkaz nároku na etiopský trůn. Tato událost předcházela vleklému období občanské války a anarchie v Etiopii zvanému zemene mesafint ("období knížat").
- 1772: spiknutí vedené dánskou královnou Julianou Marií Brunšvickou a jejím synem Frederikem Dánským sesadilo vládnoucí kabinet ministra Johann Friedrich Struensee.
- 1772: Převrat krále Gustava, převrat švédského krále Gustava III. k upevnění královské moci v nové švédské ústavě
- 1773: Bostonské pití čaje
- 1784: spiknutí korunního prince Frederika Dánský proti vládnoucímu kabinetu vedenému Ove Høegh-Guldbergem.
- 1791: politické spiknutí, které přimělo polský sejm k přijetí nové ústavy.
- 1793: spiknutí Gustafa Mauritze Armfelta společně s Magdalenou Rudenschöldovou, se záměrem sesadit Gustava IV. Adolfa, bylo odhaleno.
- 1794: Thermidorský převrat provedený členy Výboru pro všeobecnou bezpečnost proti Robespierrovi.
- 1797: Fructidorský převrat vedený francouzským Direktoriem s podporou armády, proti royalistům.
- 1799: Brumairový převrat Napoleona Bonaparta.

## 1800–1899

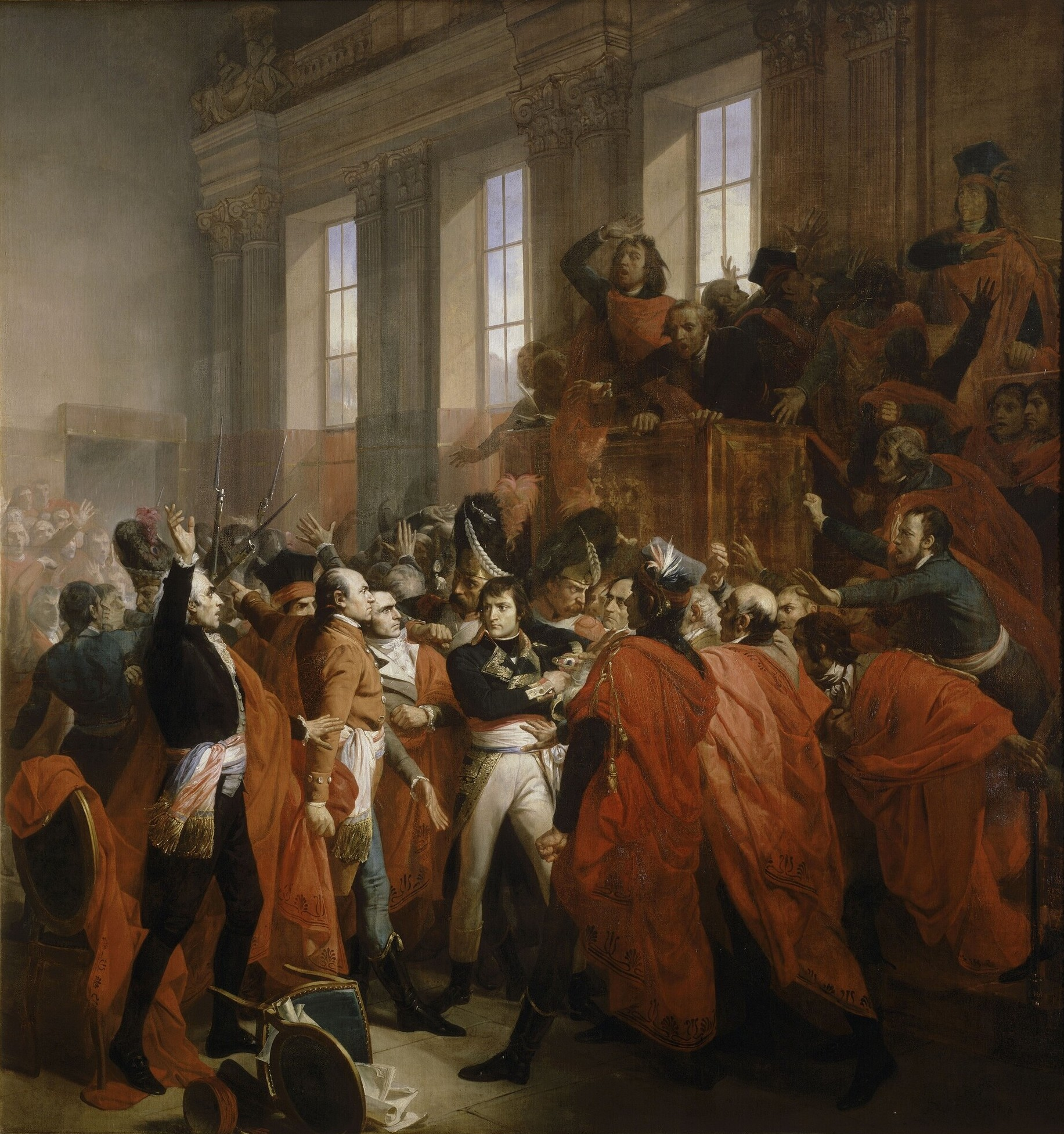
Generál Napoleon Bonaparte během státního převratu z 18. Brumairu v Saint-Cloud, výřez z malby Françoise Bouchota, 1840

- 1802: Napoleon Bonaparte se po státním převratu stal doživotním francouzským konzulem.
- 1808: Rumová vzpoura v Novém Jižním Walesu sesadila guvernéra Williama Bligha.
- 1809: Státní převrat 1809, hrstka důstojníků švédské armády sesadila krále Gustava IV. Adolfa během pochodu na Stockholm.
- 1809: dánský dobrodruh Jørgen Jørgensen nechal zatknout islandského guvernéra a prohlásil se 'protektorem'. O dva měsíce později anglická válečná loď Talbot obnovila dánskou vládu v zemi.
- 1812: francouzský převrat z roku 1812 proti císaři Napoleonovi I. vedený republikánským generálem de Maletem.
- 1815: francouzský převrat proti králi Ludvíkovi XVIII. vedený císařem Napoleonem I.
- 1828: Unitarián Juan Lavalle svrhl a nechal popravit guvernéra Buenos Aires, federalistu Manuela Dorrega.
- 1829: Anastasio Bustamante svrhl a zavraždil Vicenta Guerrera v Mexiku.
- 1832: mexický prezident Anastasio Bustamante svržen poprvé Antoniem Lópezem de Santa Anna a nahrazen Melchorem Múzquizem.
- 1839: mexický prezident Anastasio Bustamante svržen podruhé Antoniem Lópezem de Santa Anna
- 1842: Francisco Morazán, bývalý federální prezident Střední Ameriky, obsadil Kostariku a chopil se moci. Později byl sesazen lidovým povstáním a popraven.
- 1851: prezident Francie, Ludvík Napoléon Bonaparte po převratu rozpustil národní shromáždění a stal se jediným vládcem v zemi. Následujícího roku obnovil císařství v referendu.
- 1854: v rámci plánu z Ayutly svrhl Benito Juárez Antonia Lópeze de Santa Anna a dosadil Juana Álvareze do úřadu mexického prezidenta.
- 1864: vojsko francouzského císaře Napoleona III. obsadila Mexiko a nastolila císařství v čele s habsburským císařem Maxmiliánem.
- 1866: rumunský kníže a domnitor Alexandr Ioan Cuza byl přinucen abdikovat politickou a vojenskou koalicí.
- 1867: Aliance Sacuma-Čóšú donutila Tokugawský šogunát navrátit politickou moc císaři Meidžimu.
- 1870: Bruno Carranza uchvátil moc v Kostarice při státním převratu z 27. dubna 1870, při němž byl svržen prezident Jesús Jiménez Zamora. O tři měsíce později rezignoval.
- 1874: Arsenio Martínez Campos svrhl První španělskou republiku a na trůn usedl král Alfons XII.
- 1876: Aniceto Esquivel Sáenz se na tři měsíce stal prezidentem Kostariky, poté byl svržen při státním převratu vedeném Vicentem Herrerou Zeledónem.
- 1876: v rámci plánu z Tuxtepecu, Porfirio Díaz sesadil Sebastiána Lerda de Tejada a sám sebe prohlásil mexickým prezidentem.
- 1889: vojenský převrat vedený maršálem da Fonsecou svrhl brazilského císaře, Dom Pedro II., vyhlásil republiku a nastolil prozatímní vládu.
- 1891: Brazilský prezident, maršál Deodoro da Fonseca rozpustil Národní kongres a prohlásil se diktátorem. Brzy poté však rezignoval po rebelii námořníků.
- 1893: americký ministr zahraničí Havajského království, John L. Stevens, s pomocí americké námořní pěchoty, podpořil podnikatele domácí a cizí národnosti v převratu, který svrhl královnu Liliuokalani.
- 1898: Wilmingtonská rebelie v roce 1898
- 1899: vojsko Cipriana Castra svrhlo vládu Ignacia Andrade ve Venezuele.

## 1900–1909

### 1903
- Skupina Černá ruka, utvořená armádními důstojníky a vedená plk. Dragutinem Dimitrijevićem Apisem, zavraždila srbského krále Alexandra I., jeho manželku českého původu královnu Dragu a několik členů srbské královské rodiny při státním převratu zvaném Majski prevrat (Květnový převrat)

### 1908
- Juan Vicente Gómez se prohlásil prezidentem Venezuely poté, co Cipriano Castro opustil zemi při své cestě do Evropy na léčení.
- V Osmanské říši vypukla Mladoturecká revoluce proti absolutní vládě sultána Abdulhamida II.

### 1909
- Povstání v Goudi v Řecku svrhlo vládu Dimitriose Rallise a znamenalo počátek rozsáhlých reforem.

## 1910–1919

### 1910
- Republikánský státní převrat svrhl portugalského krále Manuela II. a ustavil Portugalskou první republiku.

### 1913

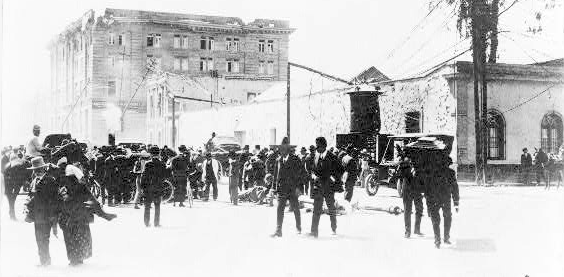
Dav občanů okolo Citadely (La ciudadela) během La decena tragica v roce 1913

- Vojenský převrat Výboru jednoty a pokroku v Osmanské říši vedený Enverem Pašou, svrhl koalici Liberální unie a zavedl vojenskou diktaturu vedenou triumvirátem pašů (Státní převrat v Turecku v roce 1913).
- Během La decena tragica, generál Victoriano Huerta svrhl a zavraždil mexického prezidenta Francisca Madera.

### 1916
- Při své návštěvě města Harar byl etiopský (habešský) lidž (císař) Ijasu V. sesazen klikou aristokratů ve prospěch své tety Zauditu I. Síly loajální císaři byly poraženy v bitvě u Segale a lidž Ijasu se ukrýval na severozápadě Etiopie s malou svitou věrných osob, než byl po pěti letech zadržen.

### 1917
- Při státním převratu v Kostarice vedeném generálem Tinoco Granadosem byl svržen prezident Alfredo González Flores a nastolena represivní vojenská diktatura.
- V srpnu 1917 se vrchní velitel ruské armády, generál Kornilov, pokusil o puč známý jako Kornilovova aféra, který však byl záhy potlačen.

### 1919
- István Friedrich svrhl Maďarskou sovětskou republiku.
- Polská pravice se neúspěšně pokusila o svržení levicové vlády.
- Německá komunistická strana se neúspěšně pokusila o svržení vlády.

## 1920–1929

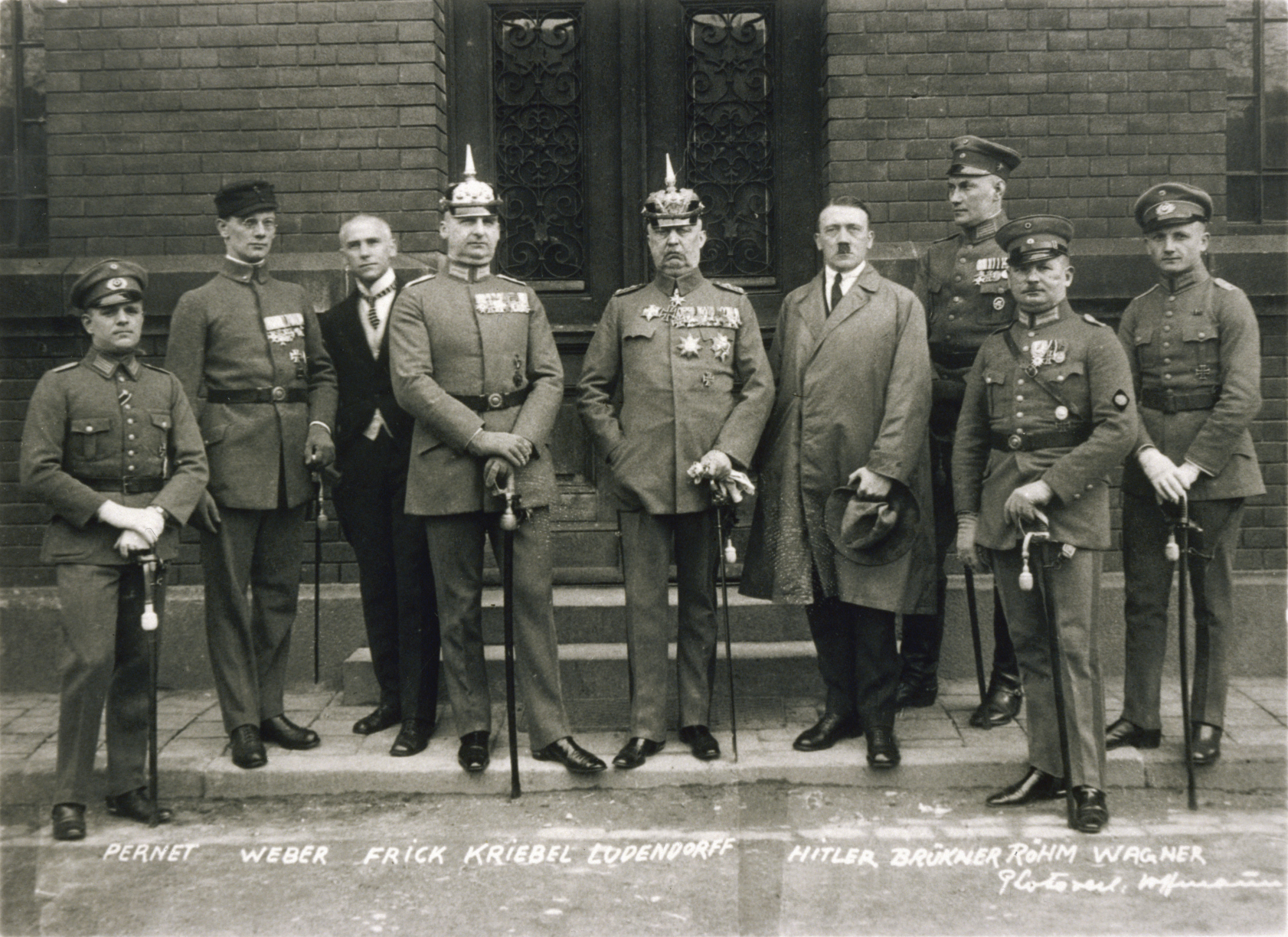
Obžalovaní před soudem ve věci Pivní puč. Ludendorff je pátý zleva s Hitlerem doprava. Ernst Röhm stojí vpravo před Hitlerem. Pouze dva z obžalovaných, Hitler a Frick, jsou oblečeni v civilním oděvu

### 1920
- Během plánu z Agua Prieta generál Álvaro Obregón za podpory odborů a Zapatistů, vyhnal mexického prezidenta Carranzu.
- Kappův puč v Německu, neúspěšný pokus o svržení Výmarské republiky Námořní brigádou Ehrhardt.
- Neúspěšný bolševický pokus o státní převrat v Gruzii s cílem svržení demokratického systému. Pokusu se účastnila armáda sovětského Ruska.

### 1921
- Plukovník Rézá Chán společně s Dia al-Din Tabatabaím zahájili převrat proti Ahmadu Šáh Kadžárovi v Íránu.
- Bývalý císař rakousko-uherského soustátí Karel I., jenž byl zároveň uherským králem jako Karel IV., se v Maďarsku pokusil dvakrát o legitimní převzetí trůnu. Oba pokusy, známé také jako "první" a "druhý" královský státní převrat proti regentovi Miklósi Horthymu, byly neúspěšné, zejména proto, že Karel odmítl použít násilí.

### 1922

Benito Mussolini a fašistické černé košile během pochodu na Řím v roce 1922. Mussolini se do většiny pochodu nezapojoval

- Kvůli porážce v řecko-turecké válce se venizelističtí důstojníci řecké armády, včetně Nikolaa Plastirase a Styliana Gonatase, postavili do čela vzpoury proti královské vládě a přinutili krále Konstantina I. k abdikaci.
- Neúspěšný pokus o státní převrat v Albánii vedený Bajramem Currim, Elezem Isufim, Hamitem Toptanim a Halitem Lleshim.
- Mezi 27. a 29. říjnem byl fašistickým hnutím Černé košile zorganizován pochod na Řím, který vyústil v dosazení Benita Mussoliniho Národní fašistickou stranu na post předsedy vlády Italského království, se souhlasem krále Viktora Emanuela III. Po volbách z roku 1924 a zavraždění Giacoma Matteottiho, nastolil Mussolini 3. ledna 1925 diktaturu.

### 1923
- Ve Španělsku nastolil Miguel Primo de Rivera diktaturu bez sesazení krále.
- Armádou podporovaný státní převrat z 9. června v Bulharsku sesadil Bulharský agrární národní svaz předsedy Aleksandara Stambolijského a byla nastolena vláda v čele s Aleksandarem Cankovem.
- Pivní puč, neúspěšný pokus o státní převrat vedený vůdcem nacistů Adolfem Hitlerem v Německu.
- Royalistický pokus o státní převrat dvou generálů v Řecku, skončil nezdarem.

### 1924
- Chilský prezident Arturo Alessandri rezignoval a uprchl poté, co armáda vedená Luisem Altamiranem zahájila převrat.
- Neúspěšný prokomunistický převrat v Estonsku.
- "Červnová revoluce v roce 1924" v Albánii, byla ve skutečnosti státním převratem, při němž byla sesazena prozoguovská vláda a nastolena levicová vláda vedená Fanem Nolim. Na Štědrý den téhož roku nabyl Zogu znovu moc poté, co Noli se svou vládou uprchl ze země.

### 1925
- Generál Carlos Ibáñez del Campo a plukovník Marmaduque Grove sesadili vojenského vládce Chile Luise Altamirana. Později umožnili návrat bývalého prezidenta Artura Alessandriho do Chile.
- Generál Theodoros Pangalos uchvátil moc při převratu v Athénách.

### 1926

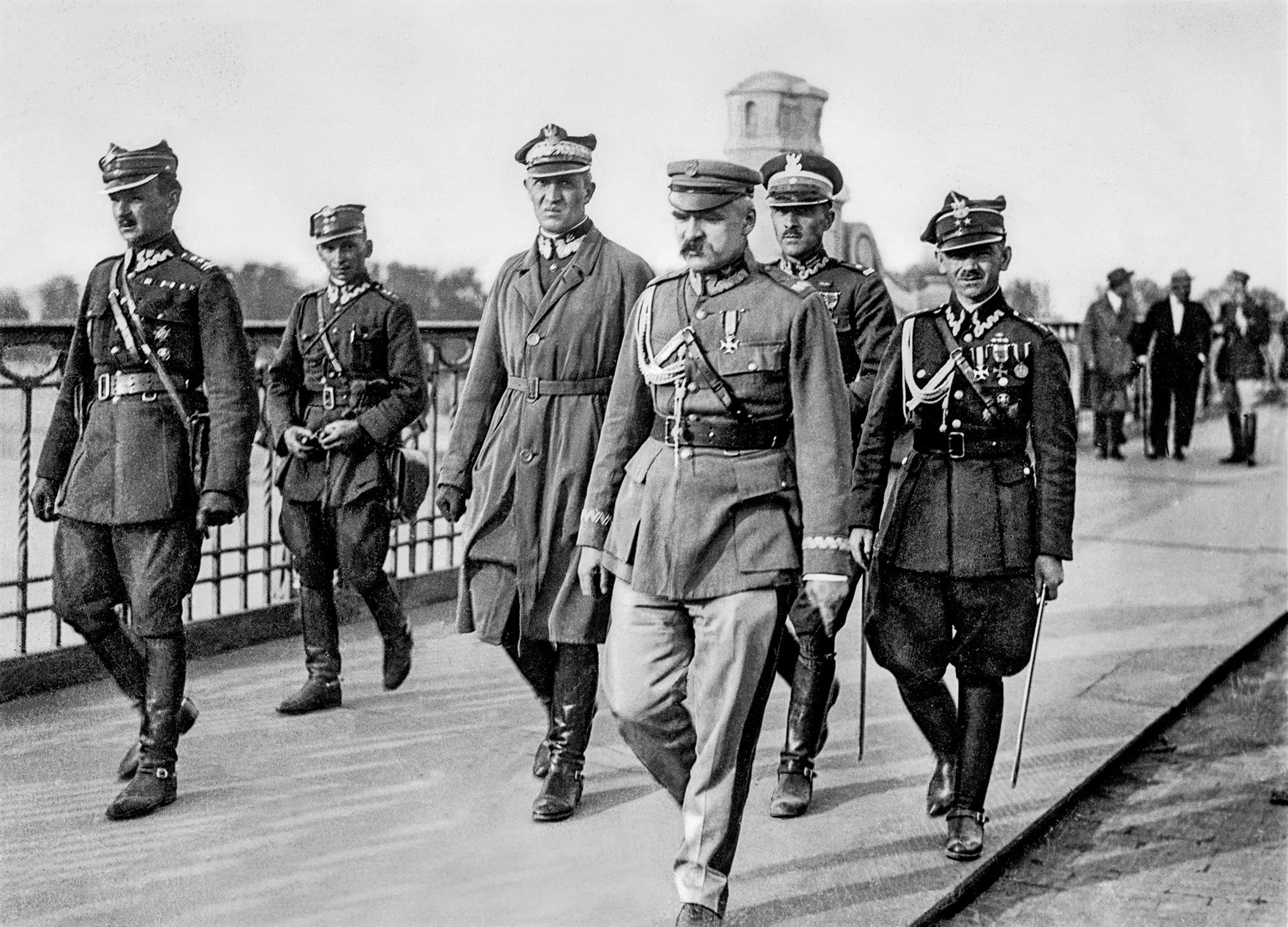
Józef Piłsudski a další vůdci Květnového povstání (1926) na Poniatowském mostě ve Varšavě

- Květnový převrat v Polsku provedený Józefem Piłsudským.
- 28. května proběhl vojenský převrat Gomese da Costa v Portugalsku.
- Státní převrat Antanase Smetony v Litvě
- Generál Georgios Kondylis svrhl diktaturu generála Theodora Pangalose v Řecku.

### 1928
- Povstání ráse Balča Safoa proti králi Tafari Makonnenovi (budoucímu etiopskému císaři Haile Selassiemu I.). Povstání se stalo pouhou demonstrací síly a bylo rázně ukončeno rásem Dargem. Balča Safo se vzdal a následně byl uvězněn.
- Státní převrat v Etiopii (1928) proti králi Tafari Makonnenovi (budoucímu etiopskému císaři Haile Selassiemu I.). Státní převrat skončil nezdarem.

### 1929
- Tuvinský státní převrat (1929) – prosovětský, protibuddhistický převrat v Tuvinské lidové republice.

### 1931
- V březnu 1931 proběhl neúspěšný převrat v Japonsku radikály Sakurakai.
- 21. října 1931 druhý neúspěšný pokus o převrat v Japonsku radikálů Sakurakai.

### 1932

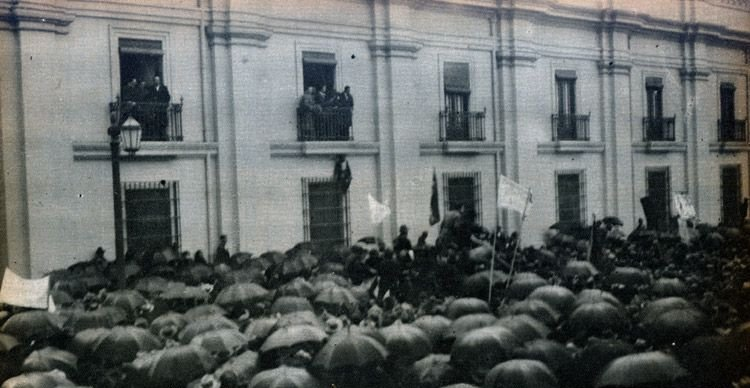
Pochod na podporu vyhlášení Chilské socialistické republiky, před palácem La Moneda (12. června 1932)

- Vzpoura v Mäntsälä, neúspěšný pokus o státní převrat hnutí Lapua ve Finsku.
- Incident 15. května, pokus o převrat v Japonsku.
- Siamský státní převrat (1932) znamenal klidný přechod od absolutní monarchie (někdejší Siamské království) k ústavní monarchii (dnešní Thajsko).
- Chilská armáda provedla převrat, který svrhl prezidenta Montera a zavedl Chilskou socialistickou republiku. Po dvanácti dnech, jiní armádní důstojníci provedli protipřevrat a ukončili socialistickou republiku. Nový provizorní prezident Abraham Oyanedel obnovil demokracii.

## 1930–1939

### 1930
- Povstání ráse Gugsa Welleho proti králi Tafari Makonnenovi (budoucímu etiopskému císaři Haile Selassiemu I.), rázně ukončeno ministrem války, rásem Mulugetou Yeggazuem, v bitvě u Anchemu.
- Brazilská revoluce (1930), Getúlio Vargas v nekrvavém převratu převzal moc v Brazílii.
- Rafael Leónidas Trujillo převzal vládu od Horacia Vásqueze po ničivém hurikánu v Dominikánské republice.
- Vojenský převrat v Argentině. Generál José Félix Uriburu svrhl prezidenta Yrigoyena.

### 1933
- Uruguayský prezident Gabriel Terra rozpustil parlament a postavil se do čela převratu.
- Fulgencio Batista na Kubě svrhl Céspedese y Quesadu ve vzpouře seržantů.
- Plán na Převrat v Bílém domě (známý jako Business Plot) proti Rooseveltově administrativě v USA. Nebyl uskutečněn poté, co se generál Smedley Butler rozhodl oznámit plán úřadům.

### 1934
- Převrat Konstantina Pätse v Estonsku.
- Převrat Kārlise Ulmanise v Lotyšsku.
- 25. července neúspěšný pokus rakouských nacistů o státní převrat v První Rakouské republice, zvaný červencový puč (německy: Juliputsch), incident však vyvrcholil zavražděním kancléře Engelberta Dollfuße
- Státní převrat 19. května v Bulharském království.

### 1935
- Neúspěšný venizelistický pokus o převrat 1. března v Řecku
- Během vnitřního převratu v Mexiku, prezident Lázaro Cárdenas nechal deportovat a vyhostit exprezidenta Callese, čímž ukončil Callesovu moc nad mexickou vládou.
- 10. října, generál Georgios Kondylis svrhl vládu a zrušil republiku, poté restauroval monarchii v Řecku.

### 1936

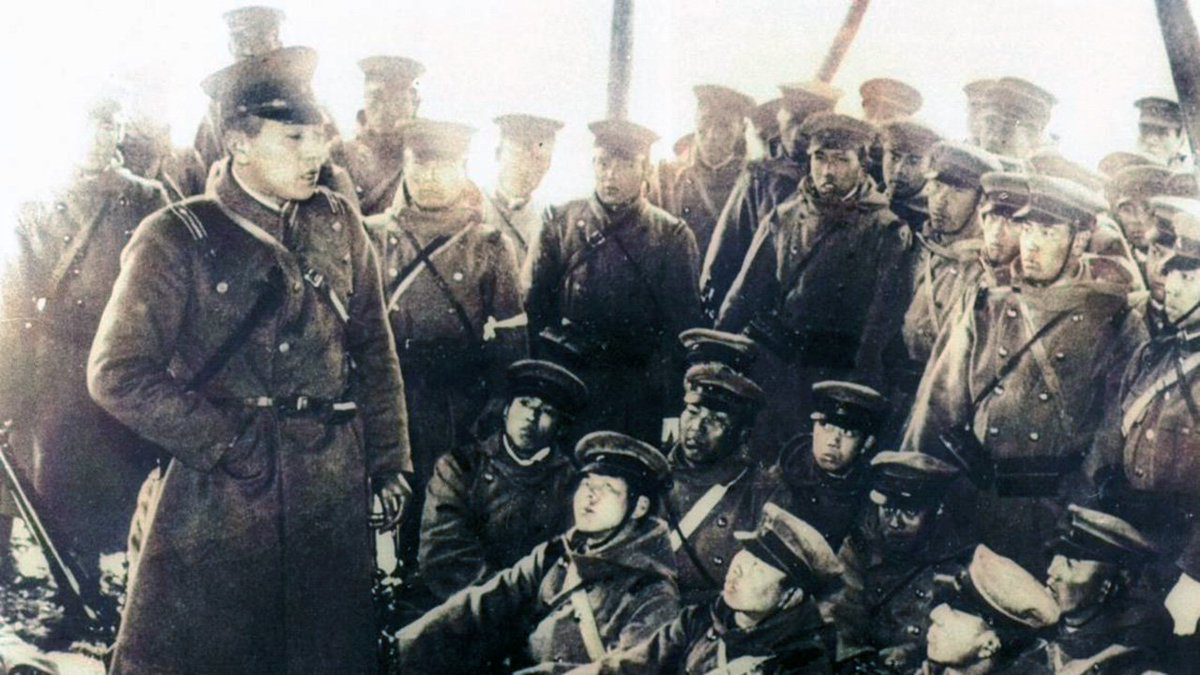
Nadporučík Niu Jošitada a jeho vzbouření vojáci při Incidentu z 26. února roku 1936

- Sianský incident, při kterém byl unesen generál Čankajšek svým zástupcem Čang Süe-liangem. Ten požadoval, aby Čankajšek zastavil boje proti čínským komunistům, a místo toho se připojil ke společné obraně proti Japoncům. Jeho manželce s jejím bratrem se následně podařilo s Čangem vyjednat Čankajškovo propuštění.
- Část armády uchvátila moc nad částí území Španělska, což znamenalo počátek španělské občanské války. Později se moci v zemi chopil generál Francisco Franco jako diktátor.
- Incident 26. února, neúspěšný pokus o státní převrat mladšími armádními důstojníky, kterým se však podařilo ustavit vojenskou vládu v Japonsku.
- Srpnový převrat Ioannise Metaxase nastolil tzv. srpnový režim v Řecku.
- Státní převrat Bakra Sidkího a Hikmata Sulajmana ze 30. října v Iráckém království sesadil předsedu vlády Jasína al-Hašimiho.

### 1937
- Brazilský prezident Getúlio Vargas, jenž vládl demokraticky od roku 1934, zahájil samopřevrat a stal se diktátorem Brazílie (Estado Novo - "Nový stát").

### 1938
- Rumunský král Karel II. zahájil samopřevrat, zrušil parlamentní demokracii ve prospěch královské diktatury.
- Vargasovy ozbrojené složky odhalily pokus integralistů o státní převrat v Brazílii. Vargas a jeho stráže povstání ukončili hrubou silou u paláce Guanabara.

### 1939
- Spiknutí armádních důstojníků a členů dělnické strany Španělska (PSOE) v republikánské zóně Španělska vyústilo ve vytvoření Národní obranné rady, jako krok směrem k mírovým jednáním s nacionálními socialisty. Jednání nakonec ztroskotala, nicméně převrat byl předzvěstí konce občanské války ve Španělsku.

## 1940–1949

### 1940
- Norský fašistický politik Vidkun Quisling se pokusil o svržení norské vlády v reakci na německou invazi do Dánska a Norska.
- Státní převraty organizované Sovětským svazem během okupace Baltských států (Estonsko, Lotyšsko, a Litva)
- Juan Andreu Almazán se pokusil o státní převrat v Mexiku, aby zamezil inauguraci zvoleného prezidenta Manuela Ávily Camacha.

### 1941
- Legionářská vzpoura: rumunská polovojenská Železná garda (známá též jako legionáři) se neúspěšně pokusila o svržení conducătora Iona Antonesca.
- Proněmecký Rašíd Alí al-Kajlání a Zlatý čtverec svrhl režim probritského regenta Abd al-Iláha (státní převrat v Iráku), což vyústilo v anglo-iráckou válku.
- Probritský jugoslávský král Petr II. a jeho stoupenci provedli převrat v Jugoslávském království s cílem nahradit proněmeckého regenta prince Pavla, což vyústilo v invazi do Jugoslávie (Dubnová válka) ze strany Osy.

### 1942
- Převrat francouzské domobrany v Alžíru, jímž 400 civilních francouzských vlastenců během 15 hodin zneškodnilo vichistický XIX. armádní sbor v Alžíru, uvěznili vichistické generály (Juina, Darlana ad.), čímž umožnili okamžitý úspěch operace Torch.

### 1943
- Vojenský převrat v Argentině ze 4. června, při němž Arturo Rawson sesadil Ramóna Castilla. Ministr práce Juan Domingo Perón se stal natolik populárním, že byl roku 1946 demokraticky zvolen prezidentem.
- Převrat z 24. července s cílem odstranit fašistického diktátora Benita Mussoliniho z postu předsedy vlády Italského království a nahradit jej maršálem Badogliem. Hrabě Dino Grandi a Velká fašistická rada drtivou většinou hlasovala pro žádost králi Viktoru Emanuelovi, aby zcela obnovil svou ústavní moc. Následujícího dne si král předvolal Mussoliniho do svého paláce a z funkce ho odvolal.

### 1944

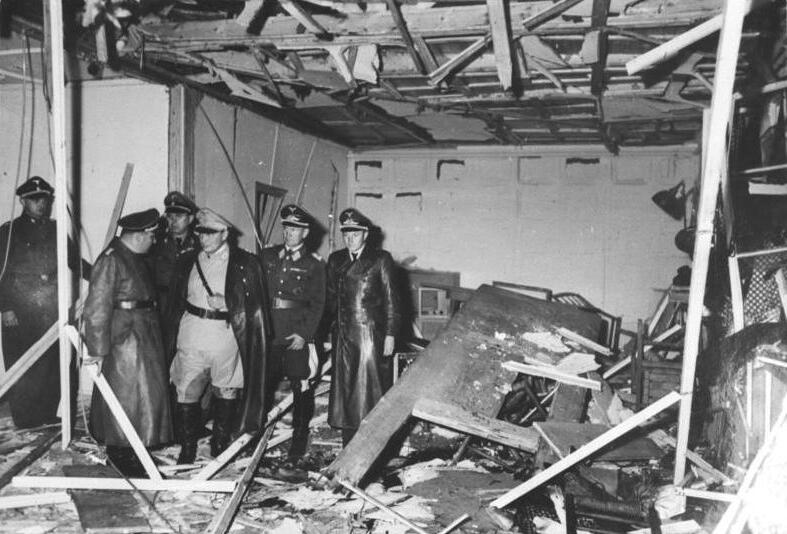
Zasedací místnost, kde Hitler roku 1944 přežil pokus o atentát

- Spiknutí z 20. července německých branných sil a záložní armády jako součást Operace Valkýra s cílem zabít Adolf Hitler, převzít kontrolu nad Třetí říší a vyjednat mír se Spojenci. Pokus ztroskotal poté, co bylo zjištěno, že Hitler po výbuchu bomby nezemřel a záložní armáda začala odmítat přijímání rozkazů od německého abwehru. Na 5 000 účastníků bylo veřejně souzeno a hromadně popraveno.
- Státní převrat krále Michala z 23. srpna. Proněmecký diktátor Ion Antonescu byl svržen a král Michal změnil orientaci národní politiky od Osy na stranu Spojenců.
- Státní převrat z 9. září v Bulharsko. Vláda proněmeckého předsedy vlády Konstantina Muravieva byla svržena a Kimon Georgiev z Vlastenecké fronty se přiklonil na stranu Spojenců.
- Říjnová Operace Panzerfaust. Nacistické Německo silou nahradilo royalistickou maďarskou vládu regenta Miklóse Horthyho za pronacistickou vládou Strany Šípových křížů vedenou Ferencem Szálasim.

### 1945
- Vláda Getúlio Vargase v Brazílii skončila při převratu vedeném generálem Mourãoem, jedním z bývalých stoupenců Vargase.
- Isaías Medina Angarita byl svržen při převratu a Rómulo Betancourt byl pověřen vedením polovojenské junty ve Venezuele.

### 1947
- Státní převrat v Thajsku, při němž byl sesazen Thawal Thamrong Navaswadhi a navrátil se Plaek Pibulsonggram.
- Komunistický puč v Rumunsku. král Michal byl přinucen abdikovat a opustit zemi.

### 1948
- Únorový převrat v Československu. K moci se dostali komunisté v čele s Klementem Gottwaldem a zavedli diktaturu proletariátu.
- Převrat ve Venezuele, který svrhl demokraticky zvolenou vládu Rómula Gallegose. Byla ustavena vojenská junta v čele Carlosem Delgado Chalbaudem.
- Neúspěšný pokus o státní převrat v Jemenském království

### 1949
- Vojenský převrat v Sýrii generála Husního al-Za'ima, který s podporou Američanů svrhl zvoleného prezidenta Šukrí al-Kuwatliho, což umožnilo položení Transarabského ropovodu. Sýrie do konce roku 1949 zažila ještě další dva státní převraty.

## 1950–1959

### 1951
- Neúspěšný vojenský převrat námořnictva v Thajsku.
- Úspěšný vojenský převrat armády v Thajsku.
- "Ravalpindská dohoda" – neúspěšný pokus o vojenský převrat Ayuba Khana v Pákistánu.
- Neúspěšný vojenský převrat v Argentině proti Juanu Perónovi.
- Bolivijský generál Hugo Ballivián ustavuje juntu v Bolívii, aby zamezil zvolení reformisty Estenssora a převzetí úřadu.

### 1952
- Vojenský převrat v Egyptě svrhl monarchii.
- Fulgencio Batista vedl úspěšný a pokojný převrat a svrhl demokraticky zvolenou vládu na Kubě.

### 1953

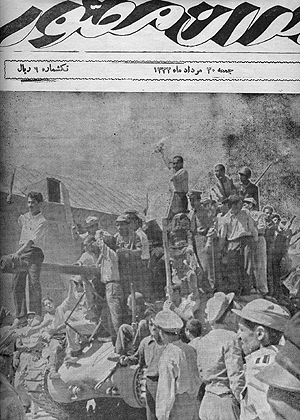
Události v Íránu 1953

- Společný anglo-americký převrat v Íránu, s krycím názvem Operace Ajax, svrhl předsedu vlády Mosaddeka.[7]

- "Ústavní puč" v Pákistánu vedený generálním guvernérem Pákistánu, Ghulámou Mohammadem za podpory polního maršála Ajuba Chana. Mohammad demitoval předsedu vlády a rozpustil ústavní shromáždění.

### 1954
- Demokraticky zvolenou vládu plukovníka Jacoba Árbenze Guzmána v Guatemale vytlačil plukovník Carlos Castillo Armas během operace organizované americkou CIA s krycím názvem Operace PBSUCCESS.[8]
- Vojenský převrat v Paraguayi vynesl k moci Alfreda Stroessnera a zahájil dlouholeté období jeho vojenské diktatury.
- Vojenský převrat v Janamu (francouzské kolonii v Indii) vedený Dadalou Raphaelem Ramanayyou, svrhl francouzskou nadvládu v Janamu.

### 1955
- Protipuč v Brazílii vedený maršálem Lottem svrhl vládu Carlose Luze a zabránil převratu proti zvolení prezidenta Juscelina Kubitschka.
- Revolución Libertadora v Argentině, při níž vojenský převrat svrhl prezidenta Peróna.

### 1956
- Neúspěšný pokus o vojenský převrat vedený plukovníkem Barquínem proti kubánskému prezidentovi Fulgenciu Batistovi[9][10]

### 1957
- Kolumbijská armáda za podpory stávky a studentských nepokojů a sesadila Gustava Rojase Pinillu a předala moc vládní juntě a předsedovi Gabrielu París Gordillovi.[11]
- Kvazi-převrat vedl k měsíčnímu souběhu dvou vlád v San Marinu (tzv. "Fatti di Rovereta").
- Převrat v Thajsku vedl ke svržení maršála Plaeka Pibulsonggrama.

### 1958
- Po třech týdnech protestů venezuelská armáda odstranila Marcose Péreze Jiméneze a nastolila velitele venezuelského námořnictva Wolfganga Larrazábala.
- Vojenský převrat v Pákistánu. Vrchní velitel a ministr obrany, gen. Muhammad Ajúb Chán, svrhl vládu Iskandara Mírzy a stal se prezidentem po vítězství ve zmanipulovaném referendu.
- Vojenský převrat v Iráku svrhl království.
- Vojenský převrat ve Francouzské republice. Generál Jacques Massu převzal moc nad Alžírem a hrozil invazí do Paříže, pokud se Charles de Gaulle nestane hlavou státu.

### 1959
- Brazilské vzdušné síly unesly civilní letadlo a pokusily se o převrat proti Juscelinu Kubitschkovi.

## 1960–1969

### 1960
- Vojenský převrat v Turecku.
- Vojenský převrat v Demokratické republice Kongo.
- Neúspěšný vojenský převrat proti Haile Selassiemu I. v Etiopii.
- Srpnový převrat v Laosu, ukončen v prosinci protipřevratem.

### 1961
- Státní převrat ze 16. května v Jižní Koreji vedený Pak Čong-huim svrhl druhou republiku a nastolil vládu Nejvyšší rady národní obrody.
- Zavraždění diktátora Rafaela Trujilla v Santo Domingo ukončilo 30 let brutální diktatury v Dominikánské republice.
- Neúspěšný vojenský převrat čtyř vysloužilých generálů v době Alžírská válka s cílem svržení prezidenta de Gaulla v Páté Francouzské republice, který se v roce 1958 k moci sám dostal vojenským státním převratem.
- Státní převrat v Somálsku vedený somalilandskými armádními důstojníky s cílem zrušení unie států Somalilandu a Somálska.

### 1962
- Vojenský převrat v Argentině. Prezident Arturo Frondizi byl svržen armádou během zahraniční cesty.
- Vojenský převrat v Jemenském království
- Pokus o vojenský převrat vedený křesťanskými důstojníky na Cejlonu (dnešní Srí Lanka).
- Vojenský převrat generála Ne Win v Barmě svrhla ústavně zvolenou vládu předsedy U Nua.

### 1963
- Guatemalský prezident Miguel Ydígoras Fuentes byl svržen armádou. Enrique Peralta Azurdia převzal moc a nastolil vládu Instituční strany do voleb v roce 1966.[12]
- Armáda svrhla prezidenta Juana Bosche v září 1963, pouhých sedm měsíců do termínu jeho zvolení prvním demokratickým prezident v Dominikánské republice od roku 1924. Bosch byl nahrazen juntou do roku 1965, kdy byl svržen.[13]
- Neúspěšný pokus o vojenský převrat v Turecku.
- Vojenský převrat v Jižním Vietnamu, při němž byl za pomoci Američanů svržen Ngô Ðình Diệm.
- Vojenský převrat v Ekvádoru.
- Vojenský převrat v Togu.
- Vojenský převrat v Sýrii.
- Vojenský převrat v Iráku provedený vůdci hnutí Baas v Bagdádu svrhl režim gen. Abdula Karima Kásima. Generál byl zajat a zastřelen.[14]
- Honduraská armáda svrhla demokratickou vládu, 10 dní před a scheduled election. Oswaldo López Arellano převzal moc od Ramóna Moralese, a zabránil tak zřejmému nástupu Modesta Rodase Alvarada.

### 1964
- Spiknutí Piano Solo v Itálii.
- Místní revolucionáři svrhli sultána Džamšída bin Abdulláha v Zanzibaru.
- Humberto Castelo Branco byl dosazen jako prezident poté, co vojenský převrat v Brazílii svrhl prezidenta Joãoa Goularta.[15]
- Viceprezident René Barrientos a generál Alfredo Ovando Candía svrhli prezidenta Estenssora v Bolívii.[16]
- Vojenský převrat v Jižním Vietnamu, při němž byl svržen Duong Van Minh.
- Vojenský převrat v Bolívii: generál René Barrientos Ortuño převzal moc Víctora Paz Estenssora.
- Krátký vojenský převrat v Gabonu byl potlačen za pomoci Francouzů.
- Dubnový převrat v Laosu potlačen by americkým velvyslancem. Neúspěšný pokus skončil v srpnu.

### 1965
- Spiknutí v Bulharské lidové republice s cílem svržení Todora Živkova bylo odhaleno.
- Vojenský převrat v Alžírsku, při němž ministr obrany plk. Houari Boumedienne získal nadvládu.
- Neúspěšný pokus o státní převrat v Indonésii.
- Vojenský převrat v Demokratické republice Kongo.
- Vojenský převrat ve Středoafrické republice.
- Lednový převrat v Laosu skončil neúspěchem.

### 1966
- Vojenský převrat v Ghaně.
- Vojenský převrat v Horní Voltě (dnešní Burkina Faso), 3. ledna Sangoulé Lamizana svrhl Maurikia Yaméoga.
- Vojenský převrat v Sýrii.
- První vojenský převrat v Nigérii ukončil první republiku. Generálmajor Johnson Aguiyi-Ironsi se stal hlavou státu.
- Šachbát bin Sultán Ál Nahján, vládce Abú Zabí byl sesazen pokojným převratem a nahrazen svým bratrem šejkem Zajdem bin Sultán Ál Nahján.
- Vojenský převrat v Nigérii. Yakubu Gowon se dostal k moci srvžením Johnsona Aguiyi-Ironsiho.
- Vojenský převrat v Argentině. Civilní prezident Arturo Illia byl svržen vojenskými silami podporujícími velení generála Juana Carlose Onganíy.
- Údajný pokus o státní převrat na Srí Lance.
- Státní převrat v Laosu (1966) vedený vzdušnými silami skončil neúspěchem

### 1967
- Vojenský převrat v Řecku nastolil režim plukovníků.
- Pokus o vojenský převrat (Operace Guitar Boy) v Ghaně.
- Vojenský převrat v Togu vedl ke 38leté vládě Gnassingbého Eyadémy.
- Vojenský převrat proti předsedovi vlády Sierry Leone, Siaku Stevensovi a generálnímu guvernérovi, brigádnímu generálovi Davidu Lansanovi, který se jmenoval prozatímním vůdcem.
- Plukovník Biafranské armády Victor Banjo osnoval převrat proti biafranskému prezidentovi Odumegwuu Ojukwuovi. Spiknutí bylo odhaleno přes informátora a Banjo byl s 2 dalšími spojenci byl 22. září popraven.

### 1968
- Převrat v Panamě proti prezidentovi Arnulfu Ariasi Madridovi, vedený majorem Martinezem.
- Vojenský převrat v Iráku vynesl k moci Socialistickou stranu obrody.
- Vojenský převrat v Peru, vedený generálem Alvaradem.
- Vojenský převrat brigádního generála Andrewa Juxona-Smithe proti brigádnímu generálovi Davidu Lansanovi znovunastolil předsedu vlády Sierry Leone Stevense.

### 1969
- Muammar Kaddáfí svrhl monarchii v Libyi.
- Vojenský převrat v Somálsku.
- Vojenský převrat v Súdánu.
- Pedro Aleixo, legitimní viceprezident Brazílie, byl nahrazen vojenská junta poté, co Artur da Costa e Silva ze zdravotních důvodů odstoupil z úřadu.
- Vojenský převrat v Pákistánu, při němž vrchní velitel gen. Jahjá Chán přinutil prezidenta, polního maršála Ajjúba Chána (který se sám dostal k moci při převratu), k předání moci.

## 1970–1979

### 1970
- Převrat v Sýrii, vedený Háfizem al-Asadem (Opravná revoluce).
- Převrat v Bolívii, brzy následovaný levicovým protipučem.
- Převrat v Ománu, při kterém Kábús ibn Saíd sesadil svého otce Saída bin Taimura a stal se sultánem.
- Neúspěšný pokus o státní převrat neofašistickou skupinou v Itálii.
- Inscenovaný pokus o převrat skupiny Tatenokai vedené Jukiem Mišimou v Japonsku.
- Vojenský převrat v Kambodži sesadil krále Norodoma Sihanuka a nastolil khmerskou vládu Lona Nola.
- USA plánovaly "ústavní převrat", aby zabránily uchopení moci Salvadorem Allendem v Chile.[17]
- Neúspěšný pokus o převrat OOP proti králi Husajnovi I. v Jordánsku.

### 1971
- (Vojenský převrat v Turecku).
- Vojenský převrat v Ugandě vedený Idi Aminem.
- Předseda vlády polní maršál Thanom Kittikačorn provedl a svrhl svou vlastní vládu v Thajsku.
- Krátký vojenský převrat v Súdánu proti vládě Džafara Nimeiryho.
- Údajné spiknutí proti vůdci Mao Ce-tungovi v Číně, provedený stoupenci Lina Piaa, tehdejšího místopředsedy Komunistické strany Číny.

### 1972
- 13. ledna vedl plukovník Ignatius Kutu Acheampong státní převrat s cílem svržení demokraticky zvolené vlády Pokrokové strany a jejího vůdce dr. Kofiho Busii v Ghaně.
- Vyhlášení samopřevratu filipínského prezidenta Ferdinanda Marcose 21. září.
- Samopřevrat jihokorejského prezidenta Pak Čong-huie 17. října, tzv. Říjnový jusin (Říjnová restaurace).

### 1973
- V červnu zahájil Roberto Souper neúspěšný převrat, zvaný Tanquetazo, proti chilskému prezidentovi Salvadoru Allendemu.
- Atocké spiknutí v Pákistánu, při kterém hrstka armádních a leteckých důstojníků provedla neúspěšný pokus o svržení vlády Zulfikára Alího Bhutta.
- 11. září byl vojenským převratem svržen socialisticko-marxistický prezident Chile, Salvador Allende, a do čela se dostala junta v čele s generálem Pinochetem.
- Uruguayský prezident Juan María Bordaberry rozpustil parlament a provedl převrat.
- 25. listopadu, zastánci tuhé linie armády vedení brigádním generálem Dimitriem Ioannidisem svrhla prezidenta Georgia Papadopulose, dosavadní vůdce řecké junty.
- Neúspěšný státní převrat v Laosu vedený vzdušnými silami skončil neúspěchem.

### 1974
- Levicový vojenský převrat v Portugalsku, známý jako Karafiátová revoluce, ukončil diktaturu Marcela Caetana.
- Vojenský převrat na Kypru podporovaný řeckými plukovníky svrhl krále Makaria a iniciovala tureckou invazi.
- Vojenský převrat v Etiopii komunistické junty vedený generálem Amanem Andomem a Mengistuem Mariamem.

### 1975
- Vojenský převrat v Bangladéši. Několik mladších majorů s podporou Khandákara Muštaka Ahmeda a několika dalších avamilskými vůdci svrhla vládu šejka Mudžíbura Rahmána a dosadila Khandákara Muštaka Ahmeda za hlavu státu.
- Vojenský převrat na Komorách, kdy žoldnéř Bob Denard sesadil prezidenta Ahmeda Abdalláha z úřadu při vojenském puči 3. srpna 1975.
- Vojenský převrat v Nigérii svrhl Yakubua Gowona. K moci se dostal Murtala Ramat Mohammed.
- Vojenský převrat v Bangladéši vedený brigádním generálem Chalídem Mušarrafem, nechal zatknout náčelníka generálního štábu Ziaura Rahmána. O 4 dny později byl Chalíd Mušarraf zavražděn v protipuči vedeném Abú Taherem, který osvobodil generála Ziaura Rahmána a znovu jej dosadil do čela armádního štábu. Začalo masové vraždění armádních důstojníků a Ziaur Rahmán převzal od plukovníka Tahera kontrolu nad zemí. Po měsíci nechal generál Ziaur Rahmán za vraždy důstojníků Abú Tahera oběsit.
- Vojenský převrat v Čadu svrhl a zabití prezidenta Françoise Tombalbayea.
- Neúspěšný vojenský převrat v Řecku.

### 1976
- Vojenský převrat v Ekvádoru.
- Maršál Je Ťien-jing a politický vůdce Chua Kuo-feng provedli převrat proti Gangu čtyř, vedený vdovou po Mao Ce-tungovi, Ťiang Čching, který vedl k návratu Teng Siao-pchinga a zahájení období reforem v Číně.
- Vojenský převrat v Thajsku.
- Neúspěšný pokus o státní převrat v Nigérii. Murtala Mohammad zavražděn, ale Olusegun Obasanjo unikl a stal se hlavou státu.
- Vojenský převrat v Argentině svrhl Isabel Perónovou a vedl k Procesu národní obrody.

### 1977
- Vojenský převrat v Pákistánu. Vrchní velitel gen. Muhammad Zijául-Hak svrhl civilní vládu a po zinscenovaném soudním procesu v roce 1979 nechal popravit předsedu vlády Zulfikara Bhutta.
- Neúspěšný pokus o převrat se odehrál během vlády generála Ziaura Rahmana v Bangladéši. Generál Ziaur Rahman poté nechal usmrtit 2500 vojáků a důstojníků.
- Vojenský převrat v Afghánistánu.

### 1978
- Komunistický převrat v Afghánistánu.
- Pokus o převrat v Somálsku, skupina státních představitelů zejména z klanu Madžírtín (Darod) se neúspěšně pokusila o svržení diktatury Muhammada Siada Barreho. Většina osob, které napomáhaly spiknutí, byly hromadně popraveny, několik prominentních představitelů, vč. Abdullahiho Júsufa Ahmeda přežilo a utvořilo první obrannou skupinu proti Barremu – Somálskou demokratickou frontu spásy.[18]
- Neúspěšný vojenský převrat ve Španělsku, známý jako Operace Galaxia.

### 1979
- Státní převrat z 12. prosince v Jižní Koreji. Čon Tu-hwan nastolil prezidentský režim.
- 4. června poručík letectva Jerry John Rawlings, major Boakye Danquah a další vedli vojenské povstání, které odstranilo ghanskou vládu.
- 20. září byl ve Francií vedeném převratu Operace Barracuda svržen středoafrický císař Jean-Bédel Bokassa. Středoafrické císařství bylo zrušeno a byla nastolena Středoafrická republika v čele s prezidentem Davidem Dackem.
- V Salvadoru proběhl převrat za odstavení armády od moci v zemi. To vedlo k desetiletí bojů (známých jako Salvadorská občanská válka) za sovětské intervence a americké snahy o zastavení šíření komunistického hnutí v Jižní Americe.

## 1980–1989

### 1980
- Státní převrat v Libérii svrhl a popravil amerikánoliberjiského prezidenta Williama Tolberta; k moci se dostal domorodý voják Samuel Kanyon Doe.

### 1981
- Cílem pokusu o převrat na Seychelách bylo svržení úřadujícího prezidenta France-Alberta Reného a nastolení předchozího prezidenta Jamese Manchama. Převrat podporovaný Jihoafrickou republikou se nezdařil.

### 1987
- Státní převrat v Tunisku; premiér Zín Abidín bin Alí odstavil od moci dlouhodobého prezidenta Habíba Burgibu kvůli vysokému věku a zdravotním problémům.

## 1990–1999

### 1995
- Katarský princ Hamad bin Chalífa Ál Thání využil návštěvy svého otce Chalífy v Ženevě k organizaci převratu, jímž se zmocnil vlády.

## 2010–2020

### 2015
- Ve dnech 13–15. května proběhl neúspěšný pokus o státní převrat generála Niyombareho proti prezidentu Nkurunzizaovi v Burundi.
- 17. září proběhl pokus o státní převrat generála Gilberta Diendérého v Burkina Faso proti prezidentovi Michelu Kafandovi.[19]

### 2016
- V červenci 2016 část turecké armády zahájila neúspěšný pokus o státní převrat proti prezidentu Erdoğanovi, údajně vedený Fethullahem Gülenem.[20]
- 8. října 2016 se v Burkina Fasu loajalisté Blaise Compaorého a bývalá prezidentská stráž neúspěšně pokusili o svržení prezidenta Kaborého.[21][22][23]
- 14. října 2016 byl zahájen libyjský převrat proti předsedovi vlády al-Sarradžovi vedený Chálifou al-Guwajlem.
- 18. října 2016 vůdce ISIS, Abú Bakr al-Baghdádí přežil pokus o státní převrat Islámské policie v iráckém Mosulu.[24]

### 2017
- 29. března proběhl venezuelský samopřevrat
- 6. srpna proběhl pokus o vojenský převrat ve Venezuele.[25][26][27][28]
- 15. listopadu 2017 v Harare v ranních hodinách oznámil armádní mluvčí převzetí moci armádou v Zimbabwe. To se stalo poté, co armáda získala kontrolu nad vysíláním státní televizní stanice. Během noci, předtím, než byla přepadena soukromá rezidence prezidenta a do doby, než bude vyhlášena nová hlava státu, prezident Robert Mugabe zůstává v domácím vězení. Vojenská policie také zadržela a uvěznila několik vládních ministrů, kteří byli označeni za prezidentské zločince. Mugabe 21. listopadu rezignoval.[29]
- v prosinci proběhl pokus o svržení vlády v Rovníkové Guineji.[30]

### 2018
- Státní převrat v Jemenu provedla Jižanská přechodná rada proti prezidentu Abd Rabú Mansúr Hádímu.

### 2019
- Pokus o vojenský převrat v Gabonu
- Státní převrat v Súdánu
- Povstání ve Venezuele
- 22. června proběhl pokus o státní převrat v Etiopii. Náčelník generálního štábu Se'are Mekonnen se pokusil svrhnout demokratizační proces premiéra Abiye Ahmeda. Mekonnen byl společně se třemi dalšími účastníky pokusu zastřelen v Addis Abebě. Podle státních úřadů za pokusem stojí armádní generál Asamnew Tsige. [31]

### 2020
- 18. srpna proběhl vojenský puč v Mali. Malijský prezident Ibrahim Boubacar Keita byl donucen rozpustit parlament a rezignovat.[32]

## 2020–současnost

### 2020
- Dne 7. března 2020 byli v Saúdské Arábii zatčeni a obviněni z velezrady členové královské rodiny: princ Ahmed bin Abdulaziz Al Saud, korunní princ Mohamed bin Nájif, Nayef bin Ahmed Al Saud, Nawwaf bin Nayef Al Saud a Muhammad bin Saad Al Saud.
- Dne 18. srpna 2020 proběhl vojenský převrat v Mali. V pozdních hodinách 18. srpna 2020 vojenské oddíly skupiny pojmenované Národní výbor pro spásu lidu zajaly malijského prezidenta Keïtu, ministerského předsedu Boubou Cissého a další představitele vlády. Ke konci září 2020 byl novým přechodným prezidentem ustanoven penzionovaný plukovník Bah Ndaw, který obratem jmenoval přechodným ministerským předsedou Moctara Ouaneho.
- V prosinci 2020 ve Středoafrické republice proběhl pokus o státní převrat vedený bývalým prezidentem Françoisem Bozizém. Pokus o převrat byl potlačen.

### 2021
- Pokus o státní převrat v USA v podobě útoku na Kapitol Spojených států amerických. Šlo o protest příznivců republikánského politika a bývalého prezidenta Spojených států Donalda Trumpa, kteří se 6. ledna 2021 sešli před sídlem nejvyššího amerického zákonodárného sboru aby protestovali proti výsledkům amerických prezidentských voleb z podzimu 2020, kde Donalda Trumpa porazil demokrat Joe Biden.
- 1. února proběhl vojenský převrat v Myanmaru. Barmská armáda, která následně převzala moc, zadržela šéfku vlády Aun Schan Su Ťij, prezidenta Win Myina a další politiky a vyhlásila výjimečný stav na jeden rok. Moc převzal velitel ozbrojených sil Min Aun Hlain.[33][34][35]
- Dne 25. února 2021 začal pokus o vojenský převrat v Arménii, který vedl velitel operativy arménské armády Onik Gasparyan. Gasparyan a čtyřicet dalších důstojníků podepsali výzvu za odvolání premiéra Nikoly Pašinjana. Výzva důstojníků vyvolala protesty podporující odvolání premiéra. Gasparyan byl 10. března odvolán z funkce. Pašinjan uvedl, že i on rezignuje na post premiéra, ale až po blížících se volbách. Ty proběhly v červnu 2021 a Pašinjanova strana v nich získala téměř 54 % hlasů, premiérem proto zůstal.
- Dne 31. března 2021 proběhl pokus o vojenský převrat ve městě Niamey v Nigeru. Neúspěšný pokus vedl kapitán Sani Saley Gourouza.
- Dne 19. dubna 2021 se po smrti prezidenta Idrisse Débyho, který stál v čele Čadu třicet let, chopila moci armáda pod velením tzv. vojenské rady, v jejímž čele stál syn zesnulého prezidenta, generál Mahamat Déby. Převrat způsobil občanské nepokoje a vyžádal si i lidské životy. Vojenská rada jmenovala civilního premiéra, kterým se stal Albert Pahimi Padacké, staronový předseda vlády, který funkci zastával již mezi lety 2016 a 2018.[36] Převrat podpořil i prezident Francie Emmanuel Macron, který na podporu čadské armády v boji proti islamistům vyslal do země francouzské vojáky v rámci operace Barkhane.[37] Mahamat Déby byl v říjnu 2022 jmenován prozatímním prezidentem Čadu.
- Dne 5. září 2021 proběhl vojenský převrat v Guineji. Převrat provedla skupina příslušníků speciálních jednotek místní armády pod názvem Národní výbor pro usmíření a rozvoj (Comité national du rassemblement et du développement) pod vedením plukovníka Mamadyho Doumboyi.
- Dne 25. října 2021 v Súdánu generál Abdal Fattáh Burhán rozpustil přechodnou vládu Abdalláha Hamduka, zatknul její členy, a vyhlásil výjimečný stav.[38]
- V listopadu 2021 ukrajinský prezident Volodymyr Zelenskyj vystoupil v médiích s prohlášením, že byl odhalen plán na pokus o státní převrat. Za převratem mělo stát Rusko, které ovšem obvinění odmítlo. K pokusu o převrat mělo dle plánu dojít 1. prosince. Cílem spiklenců mělo také být do převratu zapojit ukrajinského oligarchu Rinata Achmetova.

### 2022
- V lednu 2022 sesadili vzbouření vojáci v Burkina Fasu prezidenta země Rocha Marka Christiana Kaborého. Pozastavili přitom platnost ústavy, rozpustili vládu a parlament a uzavřeli hranice. Převzetí moci se obešlo bez násilí. Moci se tím chopilo Vlastenecké hnutí za ochranu a obnovu (MPSR).[39] Do čela země stanul podplukovník Paul-Henri Sandaogo Damiba.[40]
- Dne 1. února 2022 byl potlačen pokus o státní převrat v Guinea-Bissau.
- Před začátkem Ruské invaze na Ukrajinu měly ruští agenti FSB a ukrajinští separatisté převzít kontrolu nad ukrajinskými městy a zásobami, které by poté poskytly ruské armádě. Nicméně plán byl odhalen a spiklenci zatčeni.
- Dne 27. července 2022 demonstranti podporující ší'itského duchovního vůdce Muktada Sadra vtrhli do iráckého parlamentu. Parlament okupovali do 31. července, kdy se na vývzu svého vůdce stáhli. Na konci července ještě Mírové brigády vtrhli do prezidentského paláce, kde se strhla i přestřelka s armádou.
- V Burkina Fasu na konci září 2022 prezidenta Damiba opět svrhla armáda. Znovu došlo k pozastavení ústavy, rozpuštění vlády a uzavření hranic. Do čela země byl jmenován Ibrahim Traoré.
- Ve dnech 24. a 25. listopadu 2022 proběhl pokus o státní převrat v hlavním městě São Tomé africké země Svatý Tomáš a Princův ostrov. Pokus o převrat provedla skupina o 16 osobách (vojáci a civilisté), které vedl politik Delfim Neves, který byl od roku 2018 předsedou národního shromáždění země.
- Dne 7. prosince 2022 proběhl zásah proti německé krajně pravicové skupině, která měla plánovat státní převrat. Skupinu vedl Heinrich XIII. Reuss a členy tvořili zejména příslušníci extremistické skupiny Říšští občané.

- Masové protesty na Srí Lance proti vládě prezidenta Gotabaje Radžapaksy vypukly v této asijské zemi v březnu 2022. Vláda byla kritizována za špatné hospodaření, za následnou ekonomickou krizi počínaje rokem 2019 a za silnou inflaci. Demonstranti požadovali okamžité odstoupení prezidenta i celé vlády. 3. dubna se to vyplnilo a prezident Gotabaja Ražapaksa uprchl ze země.

### 2023
- Útok na brazilský kongres: Příznivci bývalého prezidenta Jaira Bolsonara vrtrhli 9. ledna 2023 do Národního kongresu, Nejvyššího federálního soudu a paláce Planalto v Brazílii ve snaze zvrátit výsledek brazilských parlamentních voleb v roce 2022 a žádali o vojenský převrat proti prezidentovi Luizovi Ináciovi Lulovi da Silvovi.[41][42]
- Moldavský pokus o státní převrat: Moldavská prezidentka Maia Sanduová v únoru 2023 představila veřejnosti plány, které ukazovaly na ruské snahy svrhnout moldavskou vládu.[43]
- Dne 30. května 2023 bylo v Kyrgyzstánu zatčeno 30 osob za plánování státního převratu.
- Dne 26. července proběhl vojenský převrat v Nigeru. Během něj byl nigerský prezident Mohamed Bazoum zadržen prezidentskou stráží a vlády se zmocnila Národní rada pro ochranu vlasti v čele s generálem Abdourahamanem Tianim, který byl o dva dny později prohlášen novou hlavou státu.
- Dne 31. července byla v Sierra Leone zatčena skupina vojáků, policistů a civilistů, která údajně plánovala státní převrat. Podle kritiků byla skupina zatčena v rámci potlačování opozice, která neuznala volby z června 2023. Obvinění z pokusu o státní převrat mělo být jen záminkou.
- Dne 30. srpna 2023 skupina vojáků v Gabonu oznámila anulování právě proběhlých voleb (vítězem byl dlouholetý prezident Ali Bongo), uzavření hranic a rozpuštění institucí. Novým vůdcem byl pro přechodné období byl jmenován generál Brice Oligui Nguema.
- Dne 26. září došlo v Burkina Fasu k zatčení vojenských důstojníků, kteří podle vyjádření vlády měli plánovat svržení vlády vojenské junty Ibrahima Traorého.[44]
- Ve dnech 26. až 28. listopadu došlo k vojenskému pokusu o převrat ve městě Freetown v Sierra Leone. Vzbouřenou část armády se podařilo potlačit. Prezident Julius Maada Bio prohlásil akci za pokus o puč.[45]
- Ve dnech 30. listopadu a 1. prosince došlo ve městě Bissau v Guinea-Bissau ke střetu mezi příslušníky armády a národní gardy. Gardisté propustili z vazby dva ministry obviněné z korupce. V důsledku střetů byl zatčen velitel gardistů plukovník Victor Tchongo. Prezident Umaro Sissoco Embaló označil střet za pokus o státní převrat.[46]

### 2024
- Dne 14. ledna došlo v Burkina Fasu k zatčení skupiny armádních důstojníků a civilistů. Ti byli vládou obviněni z plánování státního převratu.[47]
- Dne 19. května armáda zatkla skupinu pučistů v Konžské demokratické republice, které vedl politik a byznysmen Christian Malanga. Ten při střetech zemřel.[48]
- Dne 26. června byl spáchán pokus o státní převrat v La Paz v Bolívii. Skupinu vojenských důstojníků vedl generál Juan José Zúñiga, který byl během pokusu o převrat zatčen policií.
- Dne 1. července Ukrajinská tajná služba SBU uvedla, že zabránila pokusu o puč skupiny spiklenců, kteří chtěli vyvolal nepokoje, ovládnout parlament a sesadit vládu. Podle SBU akce měla destabilizovat situaci v zemi ve prospěch Ruska.[49]